# Holocephalus julieni
Holocephalus julieni är en skalbaggsart som beskrevs av Smith och François Génier 2001. Holocephalus julieni ingår i släktet Holocephalus och familjen bladhorningar. Inga underarter finns listade i Catalogue of Life.